# Frederick Anson
Frederick Anson (1811-1885) est un pasteur britannique de la famille Anson, qui est chanoine de la Chapelle Saint-Georges de Windsor .

## Biographie

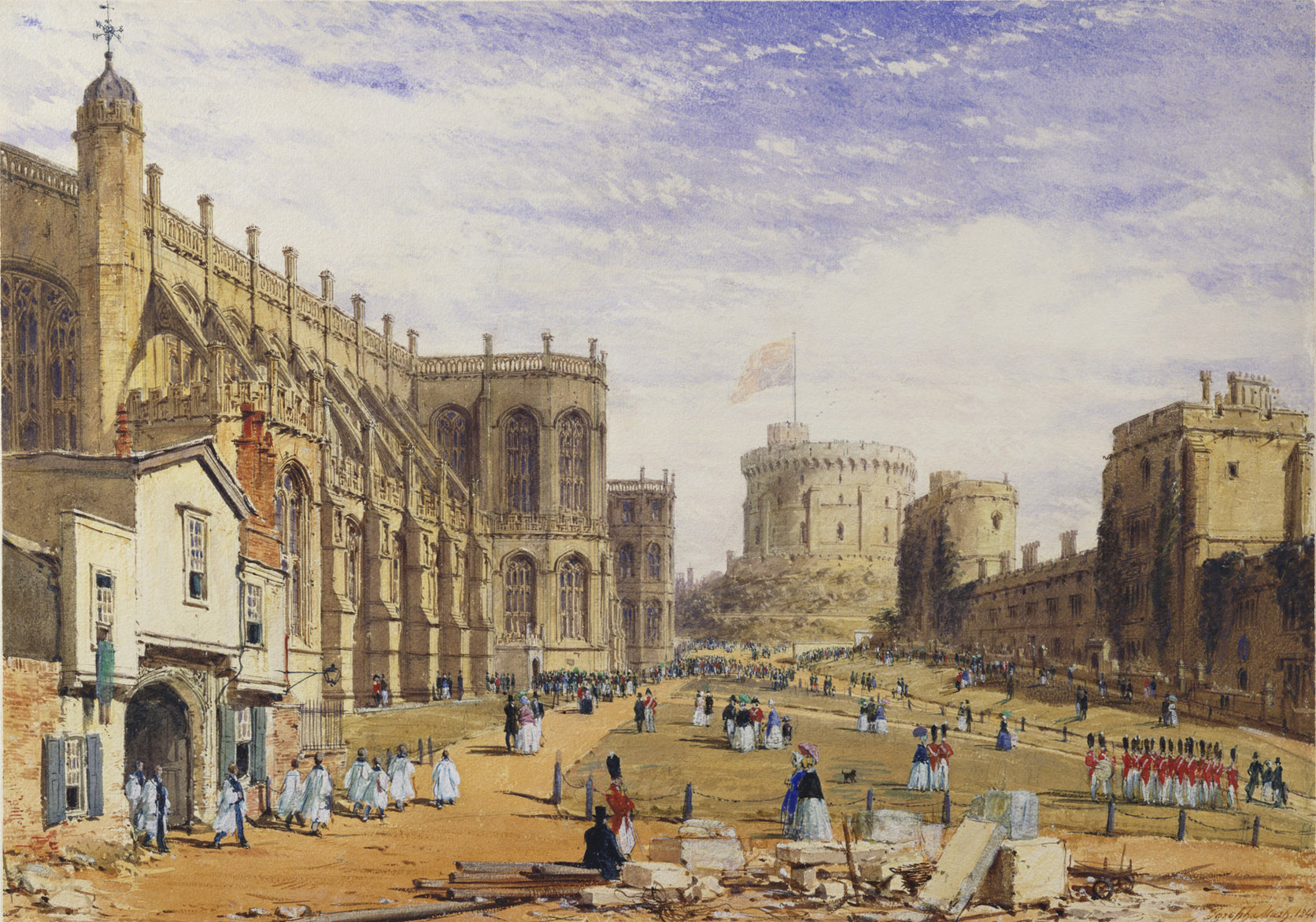
Chapelle St George du château de Windsor, à gauche, 1848.

Anson est le fils du doyen de Chester Frederick Anson (fils de George Anson et Mary Vernon, fille de George Venables-Vernon (1er baron Vernon)) et de Mary Anne, fille unique de Richard Levett (pasteur anglican) et de Louisa Frances Bagot de Milford Hall, Staffordshire. Son frère est George Edward Anson, gardien de la bourse privée de la reine Victoria, trésorier de la maison royale de Prince Albert, trésorier et caissier de la maison du prince de Galles (plus tard Édouard VII), membre du Conseil pour le duché de Lancastre et du Conseil du prince de Galles pour le duché de Cornouailles. 
Anson est membre du All Souls College d'Oxford. Il est nommé chanoine de Windsor le 30 décembre 1844 par la reine Victoria . Il est également recteur de Sudbury, Derbyshire, la maison de la famille de son épouse .

## Vie privée
Anson épouse Caroline Maria, fille de George Venables-Vernon (5e baron Vernon) de Sudbury Hall ,. Par l'intermédiaire de son fils le contre-amiral Charles Eustace Anson, il est le grand-père de l'ingénieur électricien Horatio St George Anson et de l'écrivain Peter Anson . Le fils d'Anson Alfred William  devient prêtre épiscopalien en Amérique, servant comme recteur de l'église épiscopalienne du Christ à Martinsville, Virginie du 15 janvier 1894 jusqu'en 1920 .
Anson est commémoré à la chapelle St George dans la police dans le bas-côté sud de la nef, façonnée en albâtre avec une base en marbre .